# Libnotes hopkinsi
Libnotes hopkinsi är en tvåvingeart som beskrevs av Edwards 1928. Libnotes hopkinsi ingår i släktet Libnotes och familjen småharkrankar.
Artens utbredningsområde är Amerikanska Samoa. Inga underarter finns listade i Catalogue of Life.